# إكرامي المصري
إكرامي المصري ممثل مصري.

## نبذة
ولد إكرامي في 2 نوفمبر في الكويت. درس في ثانوية عبد الله السالم الصباح. ثم حاز شهادة ليسانس آداب من جامعه عين شمس عام 1999 حيث درس في معهد فنون مسرحية.

## نشاطه الفني
بدأ مشواره الفني في العام 2002. ومن الأعمال التي شارك فيها:
- مسلسل عايزة أتجوز عام 2010
- مسلسل أهل كايرو عام 2010
- فيلم التوربيني عام 2007
- فيلم الفرح عام 2004
- سيت كوم شباب أون لاين 2 عام 2003
- مسلسل الطاووس 2021
- مسلسل قوت القلوب 2020